# Kolsko (gmina)
Kolsko – gmina wiejska w województwie lubuskim, w powiecie nowosolskim. W latach 1975–1998 gmina położona była w województwie zielonogórskim.
Siedziba gminy to Kolsko.
Według danych z 30 czerwca 2004 gminę zamieszkiwało 3235 osób. Natomiast według danych z 31 grudnia 2019 roku gminę zamieszkiwało 3311 osób.

## Ochrona przyrody
Na obszarze gminy znajdują się następujące rezerwaty przyrody:
- rezerwat przyrody Jezioro Święte – chroni zarastające  jezioro zasilane wodami podziemnymi oraz charakterystyczne zbiorowiska i stanowiska rzadkich gatunków roślin wodnych;
- rezerwat przyrody Mesze – chroni zarastające jezioro z charakterystycznym zespołem oraz rzadkie gatunki roślin wodnych i bagiennych.

## Struktura powierzchni
Według danych z roku 2002 gmina Kolsko ma obszar 80,57 km², w tym:
- użytki rolne: 44%
- użytki leśne: 45%

Gmina stanowi 10,46% powierzchni powiatu.

## Demografia

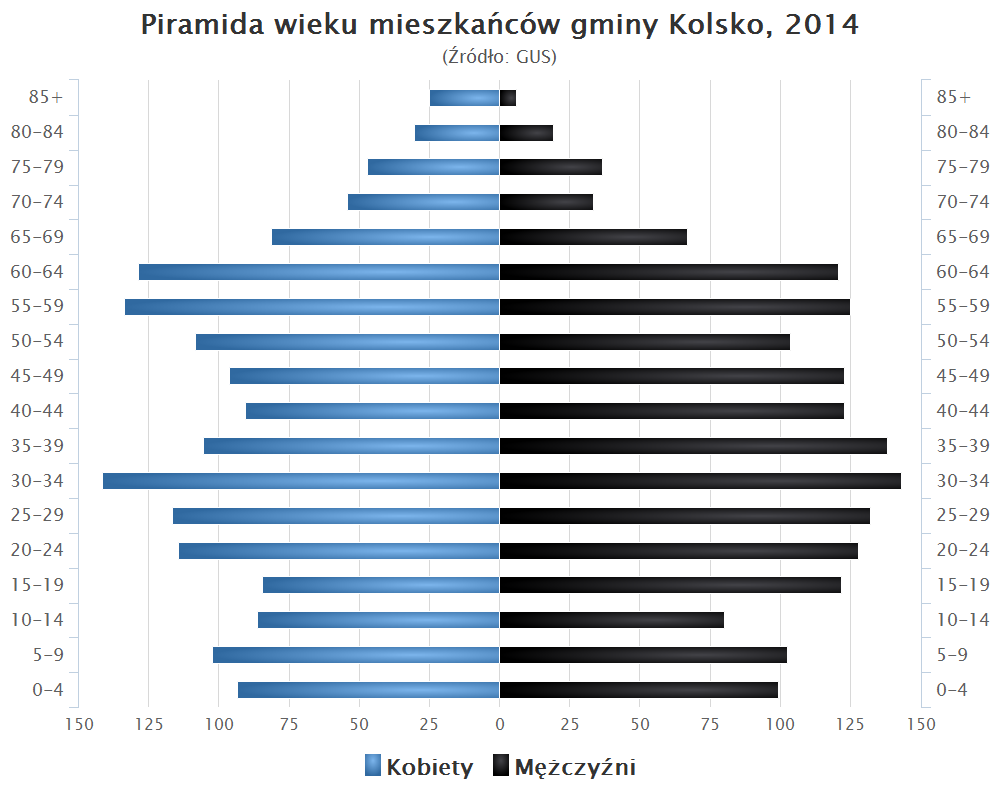
Piramida wieku mieszkańców gminy Kolsko w 2014 roku

Dane z 30 czerwca 2004:
| Opis                              | Ogółem | Ogółem | Kobiety | Kobiety | Mężczyźni | Mężczyźni |
| --------------------------------- | ------ | ------ | ------- | ------- | --------- | --------- |
| jednostka                         | osób   | %      | osób    | %       | osób      | %         |
| populacja                         | 3235   | 100    | 1643    | 50,8    | 1592      | 49,2      |
| gęstość zaludnienia (mieszk./km²) | 40,2   | 40,2   | 20,4    | 20,4    | 19,8      | 19,8      |

## Sołectwa
Jesiona, Kolsko, Konotop, Lipka, Mesze, Sławocin, Tyrszeliny, Uście.

## Pozostałe miejscowości
Głuszyca, Jesionka, Karszynek, Marianki, Strumianki, Strumiany, Święte, Tatarki, Zacisze.

## Sąsiednie gminy
Bojadła, Kargowa, Nowa Sól, Wolsztyn, Sława